# Công nghệ ngôn ngữ
Công nghệ ngôn ngữ, thường gọi là công nghệ ngôn ngữ con người (tiếng Anh: language technology, hay human language technology, viết tắt HLT) là một ngành nghiên cứu các phương pháp về cách thức các chương trình máy tính hay các thiết bị điện tử có thể phân tích, sản xuất, thay đổi hay phản hồi với các văn bản và tiếng nói của con người.
Thông thường, làm việc với công nghệ ngôn ngữ đòi hỏi một kiến thức rộng không chỉ về ngôn ngữ học mà còn về khoa học máy tính.
Một mặt, điều này bao gồm xử lý ngôn ngữ tự nhiên (NLP) và ngôn ngữ học tính toán (CL), mặt khác là nhiều khía cạnh định hướng ứng dụng của những thứ trên, và các khía cạnh cấp thấp hơn như mã hóa và công nghệ tiếng nói (speech technology).
Lưu ý rằng các khía cạnh cơ bản này thông thường không được xem là thuộc phạm vi của các thuật ngữ liên quan như xử lý ngôn ngữ tự nhiên và ngôn ngữ học tính toán, mà là những từ gần như đồng nghĩa. Ví dụ: với nhiều ngôn ngữ ít được biết đến trên thế giới, nền tảng của công nghệ ngôn ngữ cung cấp cho cộng đồng phông chữ và thiết lập bàn phím để những ngôn ngữ này có thể được viết (trình bày) trên máy tính hoặc thiết bị di động.